# Bart Wuyts
Bart Wuyts, né le 15 septembre 1969 à Louvain, est un joueur de tennis belge, professionnel entre 1988 et 1995.

## Carrière
Barts Wuyts commence le tennis tardivement à l'âge de 12 ans. Il s'entraîne alors à la Vlaamse Tennisvereniging de Wilrijk en banlieue d'Anvers, puis au Royal Primerose Tennis Club à Bruxelles.
Détenteur de trois titres de Champion de Belgique (1989, 1990 et 1993), il a fini n°1 belge au classement ATP en 1991 et 1992.
Il a joué avec l'équipe de Belgique de Coupe Davis à 11 reprises de 1988 à 1994. Il a notamment participé au premier tour du groupe mondial en 1992 face à la Tchécoslovaquie (défaite 0-5) et en 1994 face aux Pays-Bas (défaite 0-5). Il a également permis à son équipe de se qualifier pour le groupe mondial en 1990 face à la Corée du Sud (victoire 4-1), en 1991 face à Israël (victoire 4-1) et en 1993 face au Brésil (victoire 3-1).
En 1991, pour ses débuts en Grand Chelem, il renverse le Suédois Lars Jonsson en cinq sets après avoir été mené deux manches à rien (5-7, 5-7, 6-4, 7-63, 9-7). Deux titres en tournoi Challenger au Portugal lui permettent de faire son entrée dans le top 100. Sur le circuit ATP, sa meilleure saison est l'année 1992 lors de laquelle il atteint les demi-finales au Grand-Prix Hassan II et à l'Open de Bologne puis le 3e tour des Internationaux de France en battant le 7e joueur mondial Guy Forget.
Sur le circuit secondaire, il a remporté trois tournois Challenger et deux tournois Satellites (Finlande 1988 et Afrique du Nord 1989).

## Palmarès

### Titres en tournoisChallenger(3)
- 1989 : Odrimont
- 1991 : Porto et Lisbonne

## Parcours dans les tournois duGrand Chelem

### En simple
| Année | Open d'Australie | Open d'Australie | Internationaux de France | Internationaux de France | Wimbledon       | Wimbledon        | US Open         | US Open          |
| ----- | ---------------- | ---------------- | ------------------------ | ------------------------ | --------------- | ---------------- | --------------- | ---------------- |
| 1991  | 2e tour (1/32)   | Jimmy Arias      | 1er tour (1/64)          | Stefan Edberg            | 1er tour (1/64) | Alexander Volkov | 1er tour (1/64) | Andrew Castle    |
| 1992  | 1er tour (1/64)  | Richey Reneberg  | 3e tour (1/16)           | Emilio Sánchez           | —               | —                | 2e tour (1/32)  | Alexander Volkov |
| 1993  | 1er tour (1/64)  | Neil Borwick     | 2e tour (1/32)           | Gabriel Markus           | 1er tour (1/64) | John Fitzgerald  | —               | —                |

N.B. : à droite du résultat se trouve le nom de l'ultime adversaire.